# Sorgbrev

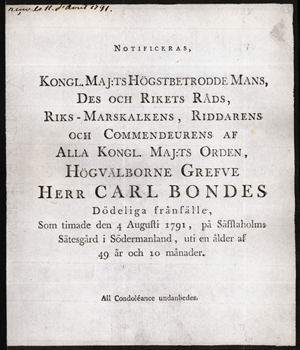
Sorgbrev från 1791.

Sorgbrev eller sorgkort är ett brev eller kort som tillkännager dödsfall. Det kan också användas för kondoleansbrev och tack för visat deltagande.
Ett numera i huvudsak bortlagt bruk är att såväl själva brevpapperet som kuvertet var omgivet av en svart ram (sorgkant), från början cm-bred, men genom tiderna successivt krympt till mindre än 1 mm.
För särskilt eleganta brev bjöd traditionen förr att kuvertet skulle vara fodrat med silkepapper, varvid färgen för sorgbrev skulle vara svart.
När munlack användes för förslutning av ett kuvert, skulle det för sorgbrev helst vara svartfärgat.